# Charles Reibel
Pour les articles homonymes, voir Reibel.
Charles Reibel est un avocat et homme politique français né le 29 décembre 1882 à Vesoul (Haute-Saône) et mort le 26 juin 1966 dans le 7e arrondissement de Paris. Il fut ministre des Régions libérées.

## Biographie
Fils d'une famille de notables alsaciens, Reibel naquit au 20 rue Georges-Genoux à Vesoul. Il devient diplômé en droit de la faculté de Nancy d'où il sort avec un doctorat, il s'inscrit au barreau de Paris.
Il commence sa carrière politique comme attaché de cabinet, très proche de Raymond Poincaré dont il est un des collaborateurs jusqu'à l'élection de celui-ci à la présidence de la République en 1913. L'année suivante, sa première tentative pour entrer au Palais Bourbon est un échec.
Engagé volontaire pendant la Première Guerre mondiale, il obtient la croix de guerre et la Légion d'honneur à titre militaire. En 1915, il est de nouveau attaché de cabinet, mais auprès du sous-secrétaire d'État à la Guerre, Joseph Thierry.
C'est en 1919 qu'il obtient son premier mandat de député, en Seine-et-Oise. Il est ensuite réélu en 1924, 1928 et 1932.
Alexandre Millerand le charge, en janvier 1920, du sous-secrétariat d'État à la présidence du conseil, qui est une fonction peu exposée mais très politique, car il est ainsi chargé de la coordination de l'action gouvernementale et des relations avec les parlementaires. Georges Leygues le maintient à ce poste jusqu'en janvier 1921.
Lorsque Poincaré est nommé à la tête du gouvernement, il en fait son ministre des Régions libérées (1922-24). Après cette date, il s'éloigne cependant de Poincaré, qui ne le rappelle pas au gouvernement lorsqu'il en prend à nouveau la tête, de 1926 à 1929.
À la Chambre des députés, puis au Sénat, où il est élu en 1935, Reibel défend une ligne politique de droite républicaine, partisan convaincu du rassemblement des républicains, radicaux compris, pour isoler les socialistes. Il défend notamment l'orthodoxie budgétaire, proposant que les amendements parlementaires ne puissent plus porter sur des dépenses, et argumente de façon constante sur la nécessaire « baisse des charges » pour relancer l'économie.
Il fut aussi un des plus ardents opposants au Front populaire, condamnant les occupations d'usines, et réclamant la pénalisation de la propagande communiste.
Quoique clairement partisan de la fermeté à l'égard de l'Allemagne nazie à la fin des années 1930 (il rompit avec Pierre-Étienne Flandin en 1938 à ce sujet et démissiona de l'Alliance démocratique), il vote en 1940 les pleins pouvoirs au Maréchal Pétain, ce qui met un terme à sa carrière politique.
Son vote de 1940 le rend inéligible à la Libération. Les lois d'amnistie le rendent éligible à nouveau au début des années 1950. Il se porte candidat indépendant à l'occasion d'une élection partielle en Seine-et-Oise en 1954 et arrive en troisième position derrière un candidat communiste, André Stil, et une candidate MRP, Germaine Peyroles, élue au second tour. Anticommuniste, il se désiste en sa faveur, change d'avis et se présente au dernier moment pour le second tour, peu de temps avant la clôture des inscriptions, et finalement abandonne à la veille du second tour,. Il se présente à nouveau, sans succès, aux élections législatives de janvier 1956.

## Synthèse des mandats et des fonctions
- Député Gauche républicaine démocratique de Seine-et-Oise de 1919 à 1936
- Sénateur de Seine-et-Oise de 1936 à 1940

- Sous-secrétaire d'État à la Présidence du Conseil du 20 janvier 1920 au 16 janvier 1921 dans les gouvernements Alexandre Millerand (1), Alexandre Millerand (2) et Georges Leygues
- Ministre des Régions libérées du 15 janvier 1922 au 29 mars 1924 dans le gouvernement Raymond Poincaré (2)

## Sources
- « Charles Reibel », dans le Dictionnaire des parlementaires français (1889-1940), sous la direction de Jean Jolly, PUF, 1960 [détail de l’édition]